# Rajko Mitić
Rajko Mitić (szerbül: Рајко Митић; Dolac, 1922. november 19. – Belgrád, 2008. március 29.) szerb labdarúgócsatár, edző.
A jugoszláv válogatott tagjaként részt vett az 1950-es és 1954-es labdarúgó-világbajnokságon, az 1948. évi és 1952. évi nyári olimpiai játékokon, utóbbi két tornán egyaránt ezüstérmet szereztek. Az 1968-as labdarúgó-Európa-bajnokságon szövetségi kapitányként irányított.